# Xã Hagen, Quận Clay, Minnesota
Xã Hagen (tiếng Anh: Hagen Township) là một xã thuộc quận Clay, tiểu bang Minnesota, Hoa Kỳ. Năm 2010, dân số của xã này là 154 người.